# Acésulfame
L'acésulfame est un lactame sulfonique de formule brute C4H5NO4S dont les sels sont utilisés comme édulcorants.